# Medellínský kartel

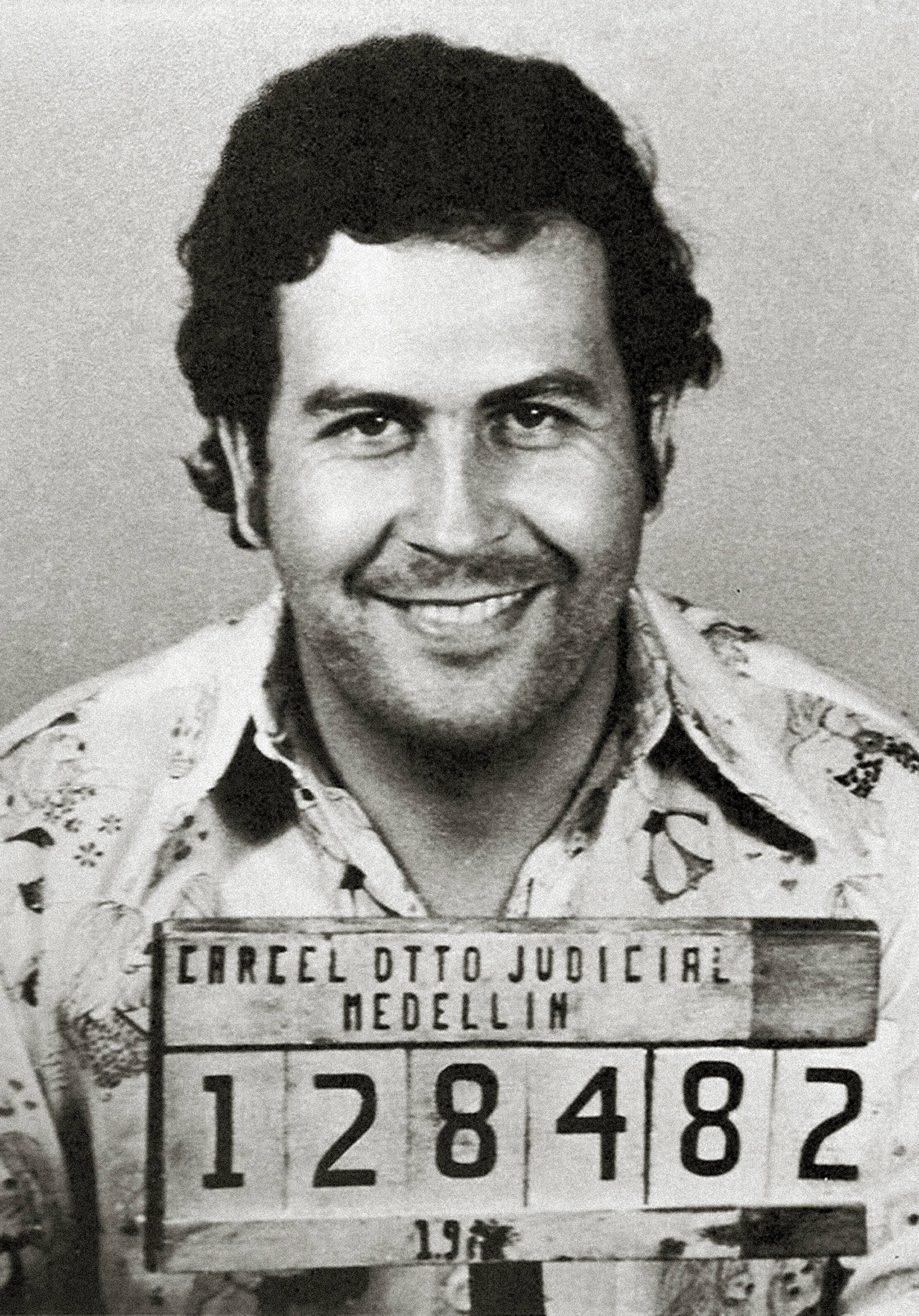
Pablo Escobar v roce 1977.

Medellínský kartel (španělsky Cartel de Medellín) byl kolumbijský drogový kartel pocházející z města Medellín založený Pablem Escobarem. Kartel fungoval v 70. a 80. letech 20. století v Bolívii, Kolumbii, Panamě, Střední Americe, Peru a ve Spojených státech, stejně jako v Kanadě a Evropě.
Na vrcholu své síly pašoval Medellínský kartel každý týden tuny kokainu do zemí celého světa a jeho zisky z prodeje drog činily až 60 milionů dolarů denně. Kartel vlastnil 80 % trhu s kokainem ve Spojených státech.

## Historie
Ke konci 70. let se obchod s kokainem stal významným problémem a hlavním zdrojem nezákonného zisku. Narkobaronka Griselda Blanco distribuovala kokain pro kartel v New Yorku a později v Miami, založila distribuční síť, díky které prodala až 300 kg kokainu za měsíc. Do roku 1982 předčil kokain jako komodita kávu. Únos německo-kolumbijského narkobarona a jednoho ze spoluzakladatelů Medellínského kartelu Carlose Lehdera a také únos sestry bratrů Ochoových v roce 1981 vedly k vytvoření soukromých armád financovaných kartelem, které byly vytvořeny k boji proti partyzánům, kteří se pokoušeli buď přerozdělit svou půdu místním rolníkům, unést je nebo vymáhat výpalné, které se pokusily ukrást Revoluční ozbrojené síly Kolumbie (FARC, Fuerzas Armadas Revolucionarias de Colombia).
Koncem roku 1981 a začátkem roku 1982 se v sérii setkání v Puerto Boyacá sešli členové Medellínského kartelu, Calijského kartelu, kolumbijská armáda, americká korporace Texas Petroleum, kolumbijští zákonodárci, malí průmyslníci a bohatí chovatelé dobytka a založili polovojenskou organizaci známou jako Muerte a Secuestradores („Smrt únoscům“, MAS) na ochranu svých ekonomických zájmů a na ochranu místních elit před únosy a vydíráním. Kolumbijské ministerstvo vnitra do roku 1983 zaregistrovalo 240 politických vražd provedených eskadrami smrti MAS, většinou vedoucích komunit, volených úředníků a zemědělců.
Následující rok byla vytvořena Asociación Campesina de Ganaderos y Agricultores del Magdalena Medio („Asociace farmářů a farmářů střední Magdaleny“, ACDEGAM), která měla za úkol zajišťovat jak logistiku, tak vztahy s veřejností organizace a poskytovat právní podporu pro různé polovojenské skupiny. ACDEGAM pracovala na podpoře protidělnické politiky a vyhrožovala každému, kdo byl zapojen do organizování boje za práva dělníků nebo rolníků. Hrozby byly podpořeny MAS, který by napadl nebo zavraždil každého, kdo byl podezřelý z toho, že je „podvratný“. ACDEGAM také stavěla školy, jejichž deklarovaným účelem bylo vytvoření „vlasteneckého a antikomunistického“ vzdělávacího prostředí a vybudování silnic, mostů a zdravotnických klinik. V ústředí ACDEGAMu docházelo k náboru nových členů, skladování zbraní, komunikaci, propagandě a zdravotnickým službám.
V polovině 80. let ACDEGAM a MAS zaznamenaly významný růst. V roce 1985 začali obchodníci s drogami Juan Matta-Ballesteros, Pablo Escobar, Roberto Escobar, Gonzalo Rodríguez Gacha, Carlos Lehder a Jorge Luis Ochoa vkládat do organizace velké množství peněz, aby zaplatili za vybavení, výcvik a zbraně. Peníze na sociální projekty byly odstřiženy a přesměrovány na posílení MAS. Moderní útočné pušky jako jsou AKM, FN FAL, Galil a HK G3 byly zakoupeny od armády, kolumbijského výrobce zbraní INDUMIL nebo získány ze soukromého prodeje financovaného z drog. Organizace měla počítače a provozovala komunikační centrum, které spolupracovalo se státní telekomunikační kanceláří. Měli 30 pilotů a řadu letadel s pevnými křídly a vrtulníků. Byli najati britští, izraelští a američtí vojenští instruktoři, aby vyučovali v polovojenských výcvikových střediscích.

## Vztahy s kolumbijskou vládou
Jakmile byly americké úřady informovány o „pochybných činnostech“, skupina byla zařazena pod dohled Federální protidrogové pracovní skupiny. Byly shromážděny důkazy a předloženy soudu, což vyústilo v obvinění, zatčení a tresty odnětí svobody pro osoby odsouzené ve Spojených státech. Nicméně jen velmi málo kolumbijských vůdců kartelu bylo v důsledku těchto operací ve skutečnosti zatčeno.
Většina obviněných žila a pobývala v Kolumbii nebo uprchla dříve, než byly zatykače aktivovány. Členové kartelu prchající před spravedlností byli do roku 1993 uvězněni nebo zastřeleni Kolumbijskou národní policií, vycvičenou a spolupracující se specializovanými vojenskými jednotkami a CIA.
Posledním z Escobarových zástupců, který byl zavražděn, byl Juan Diego Arcila Henao, který byl v roce 2002 propuštěn z kolumbijského vězení a ukryt ve Venezuele, aby se vyhnul pomstě polovojenské skupiny občanské sebeobrany „Los Pepes“. Byl však zastřelen ve svém Jeepu Cherokee, když v dubnu 2007 vyjížděl z parkoviště svého domu v Cumaná ve Venezuele..

## Strach z extradice do USA
Snad největší hrozbou pro Medellínský kartel a ostatní obchodníky s drogami byla realizace smlouvy o vydávání mezi Spojenými státy a Kolumbií. To umožnilo Kolumbii vydat Američanům Kolumbijce podezřelého z obchodu s drogami. To byl velký problém pro kartel, protože obchodníci s drogami měli v USA malý přístup ke své místní moci a vlivu a soudní proces by s největší pravděpodobností vedl k uvěznění. Mezi stoupenci smlouvy o vydávání byli kolumbijský ministr spravedlnosti Rodrigo Lara, který tlačil na další akce proti drogovým kartelům, stejně jako policejní důstojník Jaime Ramírez a četní soudci kolumbijského  Nejvyššího soudu.
Kartel však použil strategii „plata o plomo“ (stříbro nebo olovo, tj. ohnout nebo zlomit) vůči několika z těchto příznivců vydávání, kteří měli na výběr úplatek nebo násilí. Nicméně, když policejní úsilí jim začalo působit velké ztráty, někteří z hlavních narkobaronů byli dočasně vytlačeni z Kolumbie, což je přimělo schovat se do úkrytů, odkud nařídili členům kartelu, aby zlikvidovali klíčové zastánce extradiční smlouvy.
Kartel vynesl hrozby smrti soudcům Nejvyššího soudu s požadavkem, aby vypověděli smlouvu o extradici. Varování byla ignorována. Toto vedlo Escobara a skupinu, kterou nazval Los Extraditables („Vydávatelní“), aby zahájili násilnou kampaň, která měla tlačit na kolumbijskou vládu spácháním série únosů, vražd a narkoteroristických akcí.

## Údajné kontakty se skupinou M-19
V listopadu 1985 35 těžce ozbrojených členů partyzánské skupiny M-19 zaútočilo na kolumbijský Nejvyšší soud v Bogotě a oblehlo ho. Některé hlasy v té době tvrdily, že vliv kartelu byl za útokem M-19 v rámci jeho zájmu zastrašovat Nejvyšší soud. Jiní říkají, že údajný vztah mezi kartelem a partyzány nebyl v té době pravděpodobný, protože obě organizace měly mezi sebou několik střetů a konfrontací, kupříkladu únosy provedené M-19 narkobarona Carlose Lehdera a Marty Nieves Ochoové, sestry zakladatele Medellínského kartelu Juana Davida Ochoy. Tyto únosy vedly k vytvoření polovojenské skupiny MAS (Muerte a Secuestradores) Medellínským kartelem. Bývalí partyzánští členové rovněž popírají, že by se kartel zúčastnil na této události. O této otázce se nadále v Kolumbii diskutuje.

## Atentáty
Jako prostředek zastrašování kartel provedl po celé zemi tisíce atentátů. Escobar a jeho společníci dali jasně najevo, že každý, kdo by proti nim stál, riskuje, že bude zabit spolu se svými rodinami. Některé odhady uvádějí, že v průběhu činnosti kartelu bylo zabito kolem 3500 osob, včetně více než 500 policistů v Medellínu, ale celý seznam není možné shromáždit kvůli omezení soudní moci v Kolumbii.
Seznam nejznámějších atentátů provedených kartelem:
- Luis Vasco a Gilberto Hernandez, dva agenti kolumbijské zpravodajské služby DAS, kteří v roce 1976 zatkli Pabla Escobara.
- Rodrigo Lara, ministr spravedlnosti, zabit na dálnici v Bogotě 30. dubna 1984 při transferu do Československa, když se k jeho vozidlu v provozu přiblížili dva ozbrojenci, kteří jeli na motocyklu a zahájili palbu.
- Tulio Manuel Castro Gil, vrchní soudce, zabitý ozbrojenci na motocyklu v červenci 1985.
- Enrique Camarena, agent DEA, 9. února 1985, zabit v mexické Guadalajaře. Mučen a zavražděn na rozkaz členů Guadalajarského kartelu a Juana Matta-Ballesterose, drogového obchodníka z Medellinského kartelu.[ citace potřebná ]
- Hernando Baquero Borda, soudce Nejvyššího soudu, zabit ozbrojenci v Bogotě 31. července 1986.
- Jaime Ramírez, policejní plukovník a šéf protidrogové jednotky Národní policie Kolumbie. Zabit na dálnici v Medellínu v listopadu 1986, kdy útočníci v červeném Renaultu jeli vedle jeho bílého minivanu Toyota a zahájili palbu. Ramírez byl zabit okamžitě; jeho žena a dva synové byli zraněni.
- Guillermo Cano Isaza, ředitel kolumbijských novin El Espectador, zabit v prosinci 1986 v Bogotě ozbrojenci na motorce.
- Jaime Pardo Leal, prezidentský kandidát a předseda kolumbijské levicové strany Unión Patriótica (Vlastenecká unie), zabitý útočníkem v říjnu 1987.
- Carlos Mauro Hoyos, generální prokurátor, unesen, potom zabit ozbrojenci v Medellínu v lednu 1988.
- Antonio Roldan Betancur, guvernér Antioquie, zabitý bombou automobilu v červenci 1989.
- Waldemar Franklin Quintero, velitel policie Antioquia, zabitý ozbrojenci v Medellínu v srpnu 1989.
- Luis Carlos Galán, kandidát na prezidenta zabitý ozbrojenci během rally v Soacha v srpnu 1989. Atentát byl proveden ve stejný den, kdy byl zastřelen velitel policie v Antioquii.
- Carlos Ernesto Valencia, vrchní soudce, zabitý ozbrojenci krátce poté, co obvinil Escobara ze zabití Guillerma Cana, v srpnu 1989.
- Jorge Enrique Pulido, novinář, ředitel kolumbijské televizní produkční společnosti Jorge Enrique Pulido Televisión, zabitý ozbrojenci v Bogotě v listopadu 1989.
- Diana Turbay, novinářka, hlavní redaktorka časopisu Hoy por Hoy, zabita při pokusu o její záchranu v lednu 1991.
- Enrique Low Murtra, ministr spravedlnosti, zabit ozbrojenci v centru Bogoty v květnu 1991.
- Myriam Rocio Velez, vrchní soudkyně, zabitá ozbrojenci krátce předtím, než byl v září 1992 vynesen rozsudek nad Escobarem kvůli zavraždění Luise Carlose Galána.

Miguel Maza Márquez byl zodpovědný za bombový útok na budovu DAS, což mělo za následek smrt 52 civilistů na místě výbuchu. Miguel unikl nezraněný.
V roce 1993 krátce před Escobarovou smrtí byli šéfové kartelu také terčem útoku polovojenskou skupinou Los Pepes (PEPES, akronym Perseguidos por Pablo Escobar, lidé perzekvovaní Pablem Escobarem).

## Odkaz
Za částečného nástupce Medellínského kartelu je považován gang La Oficina de Envigado (kancelář Envigado). Byl založen Donem Bernou, původně spojencem Medellínského kartelu. Když se Don Berna rozešel s Escobarem, La Oficina způsobila, že se Escobarovi rivalové proti Escobarovi postavili. Organizace pak zdědila území Medellínského kartelu, jeho kriminální kontakty ve Spojených státech, Mexiku a ve Spojeném království. Začala spolupracovat s ultrapravicovými polovojenskými jednotkami Autodefensas Unidas de Colombia (Kolumbijská spojená domobrana) a společně organizovali obchod s drogami.